# Jordan Amavi
Jordan Kévin Amavi, född 9 mars 1994 i Toulon, är en fransk fotbollsspelare som spelar för Brest.

## Karriär
Amavi debuterade i Premier League den 8 augusti 2015 i en match som innebar en 1–0-vinst över Bournemouth. Den 10 augusti 2017 lånades Amavi ut till Marseille.
I oktober 2017 blev det en permanent övergång till Marseille. I maj 2021 förlängde han sitt kontrakt i klubben med fyra år. Den 5 januari 2022 lånades Amavi ut till Nice på ett låneavtal över resten av säsongen 2021/2022, med option för köp. Den 1 september 2022 lånades han ut till La Liga-klubben Getafe på ett säsongslån.
Den 31 augusti 2023 lånades Amavi ut till Ligue 1-klubben Brest på ett säsongslån. Den 31 juli 2024 blev han klar för en permanent övergång till klubben och skrev på ett ettårskontrakt med option på ytterligare ett år.